# Ditsaan-Ramain
Ditsaan-Ramain é um município de  terceira classe de renda municipal (d) na província Lanao do Sul, nas Filipinas. De acordo com o censo de 1 de maio  de  2020 possui uma população de 24 406 pessoas e 3 512 domicílios.